# David Kaiser (Schauspieler)

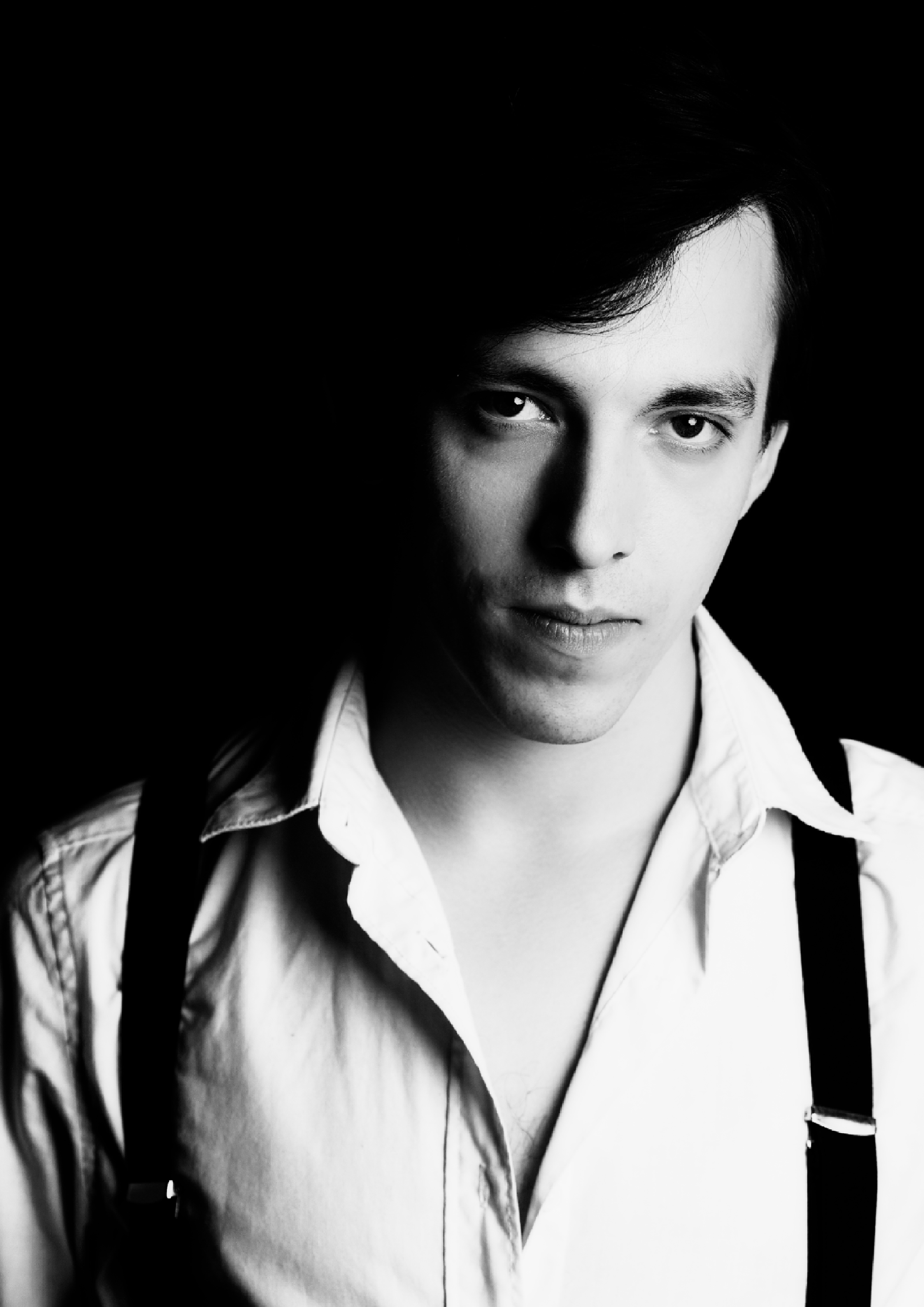
David Kaiser (2016)

David Kaiser (* 1981 in Paris als David Kharashevich) ist Schauspieler, Sprecher und Sänger.

## Leben
Kaiser wurde zunächst durch Liederabende bekannt, die er als „Blondine im roten Fummel“ bestritt. Rotlichtromanzen und Na, dann jetzt goodbye waren die ersten Programme. Seine Theaterlaufbahn startete er am Theater Magdeburg unter der Intendanz von Max K. Hoffmann. Er spielte in Berlin Alexanderplatz, in Die heilige Johanna der Schlachthöfe, in dem Musical Gypsy und in der Freiluft-Inszenierung Die Odyssee in der Regie von Helmut Palitsch. Es folgten Synchronprojekte für Hörbücher und Filme.
Seit 2008 lebt Kaiser in Berlin und arbeitet als Schauspieler und Sänger. Seit 2015 tourt David Kaiser mit der Schauspielerin und Sängerin Virginia Plain als Duo Kaiser & Plain durch die deutsche Kleinkunstlandschaft. Er ist homosexuell und das Duo setzt sich in seinen Programmen für Toleranz ein.

## Repertoire
- Der Junge in Kampf aus der Ferne von Gaston Salvatore
- Moritz Stiefel in Frühlingserwachen von Frank Wedekind
- Victor in Victor oder die Kinder an der Macht von Roger Vitrac
- Max Rüst in Berlin Alexanderplatz
- Rollen in Die heilige Johanna der Schlachthöfe von Bertolt Brecht
- Tulsa in Gypsy von Jule Styne
- Rollen in Die Odyssee
- Oskar Oskar und die Dame in Rosa von Erik Emanuel Schmitt

## Programme
- 2001: Rotlichtromanzen
- 2003: Na, dann jetzt goodbye
- 2006: Ich bin noch da!
- 2009: Letzte Runde und der Teufel fegt den Saal
- 2011: Die Liebe muss mich hassen
- 2013: Furchtbar schmutzig ist die Liebe
- 2015: Denk’ ich, sag’ ich nicht (Kaiser & Plain)
- 2017: Abgeschminkt
- 2017: Liebe in Zeiten von so lala (Kaiser & Plain)
- 2019: Besetzungscouch – Die Suche nach der wahren Liege (Kaiser & Plain)
- 201: Wir haben auch Gefühle (Kaiser & Plain)[5]
- 2020: Letzte Runde und der Teufel fegt den Saal / Wiederaufnahme[6]